# Емих II фон Кирбург-Шмидтбург
Емих II фон Кирбург-Шмидтбург (на немски: Emich II, Wildgraf von Kyrburg-Schmidtburg; * пр. 1239; † пр.1284) от фамилията на „вилдграфовете фон Даун и Кирбург“, е вилдграф в Кирбург (над град Кирн) и Шмидтбург в долината на река Ханенбах в района на Бад Кройцнах в Рейнланд-Пфалц.

## Произход
Той е вторият син на Конрад II фон Даун († сл. 1263), вилдграф на Кирбург, Даун, Шмидтбург, Грумбах, Дронекен и Флонхайм, и съпругата му графиня Гизела фон Саарбрюкен († сл. 1265), дъщеря на граф Симон II фон Саарбрюкен († 1207) и Лиутгард фон Лайнинген († сл. 1239). Племенник е на Енгелберт II фон Фалкенбург († 1274), архиепископ на Кьолн (1261 – 1274). Роднина е и на Хайнрих II фон Саарбрюкен († 1234), епископ на Вормс, и с кралския канлцер и епископ на Шпайер Хайнрих фон Лайнинген († 1272).
Брат е на Герхард I († 1259), архиепископ на Майнц (1251 – 1259), Конрад II († 1279), епископ на Фрайзинг (1258 – 1279), Хайнрих фон Даун († сл. 1284), абат на абатство „Св. Максимин“ в Трир, Готфрид фон Даун-Грумбах († сл. 1301), вилдграф на Даун и Грумбах, Беатрикс фон Вилдграф-Даун († сл. 1245), омъжена за граф Герлах IV фон Велденц († 1245), Агнес фон Даун († 1254), омъжена за Готфрид I фон Бикенбах († 1245), и Бенедикта (Юнота) фон Кирбург († 1270), омъжена 1246 г. за рауграф Конрад III фон Щолценберг († сл. 1279).

## Фамилия
Емих II фон Кирбург-Шмидтбург се жени 1239 г. за графиня Елизабет фон Монфор († сл. 1269), вдовица на граф Манеголд фон Неленбург († 1229/1234) и на граф Хайнрих I Зигеберт фон Верд, ландграф в Долен Елзас († 1238), дъщеря на граф Хуго I фон Брегенц-Монфор († 1230/1234) и Мехтилд фон Ванген († 1218). Елизабет е сестра на Хайнрих I фон Монфор, епископ на Кур (1268 – 1272). Те имат девет деца:
- Гизела фон Кирбург (* пр. 1266; † сл. 1313), омъжена пр. 4 април 1266 г. за Филип II фон Фалкенщайн († пр. 1295)
- Хуго фон Кирбург (* пр. 1271; † сл. 1300), каноник в Майнц
- Готфрид II фон Кирбург, преим. Руоф фон Кирбург (* пр. 1279; † 23 януари/18 ноември 1298), женен за Уда († сл. 1317) или Ормунда фон Финстинген
- Емих фон Кирбург (* ок. 1245; † 23 юли 1311), епископ на Фрайзинг
- Конрад III фон Шмидтбург (* пр. 1280; † 18 октомври 1303/29 ноември 1305), женен за Катарина (Йохана) фон Залм († сл. 1314)
- Герхард фон Кирбург (* пр. 1283; † 1312), каноник в Трир и Фрайзинг
- Фридрих фон Кирбург (* пр. 1288; † сл. 1309/1310), вилдграф, велик приор тамплиер в Горна Германия
- Хайнрих фон Кирбург
- Елизабет фон Кирбург (* пр. 1279; † 1301/1305), омъжена сл. 1278 г. за Готфрид фон Хоенлое-Браунек († 1312)